# William Ward
William Dudley Ward PC (Kensington, Londres, 14 d'octubre de 1877 - Calgary, Alberta, 11 de novembre de 1946) va ser un esportista i polític anglès pel Partit Liberal.

## Primers anys i carrera esportiva
Ward estudià a Eton i al Trinity College de la Universitat de Cambridge. A Cambridge fou secretari del Pitt Club.
Dudley Ward remà amb Cambridge en la regata Oxford-Cambridge de 1897, quan guanyà Oxford i el 1899 i 1900, quan guanyà Cambridge. El 1901, 1902 i 1903 guanyà la Stewards Challenge Cup i el 1902 la Grand Challenge Cup.
El 1908 va prendre part en els Jocs Olímpics de Londres, on va guanyar la medalla de bronze en la categoria de 8 metres del programa de vela. Ward navegà a bord del vaixell Sorais junt a Philip Hunloke, Alfred Hughes, Frederick Hughes i George Ratsey.

## Carrera política
Entre 1906 i 1922 va representar Southampton al Parlament i sota el mandat d'H. H. Asquith fou Treasurer of the Household entre 1909 i 1912. Durant la Primera Guerra Mundial fou tinent comandant de la Royal Navy Volunteer Reserve, tot i aquesta ocupació podia ser un estratagema per encobrir la tasca d'espia per l'almirall Sir William Reginald Hall, director de la Intel·ligència Naval. Serví sota el govern de David Lloyd George com a Vice-Chamberlain of the Household des de 1917 a 1922. El 1922 fou admès al Consell Privat.

## Vida privada
Dudley Ward es va casar amb Winifred May "Freda" Birkin, filla del coronel Charles Wilfred Birkin, el 1913. El matrimoni va tenir dues filles, de les quals la més gran, Penélope Dudley-Ward, va ser una actriu que destà durant els anys 1930 i 1940. La parella es va divorciar el 1931. Després de retirar-se de la política va passar molt de temps al Canadà, on morí als 69 anys després d'una operació.